# 馬克·普理查
馬克·普理查（英語：Mark Pritchard，1966年11月22日—）是一位英格蘭政治人物，他的黨籍是保守黨。自2005年開始，他擔任里金選區選出的英國下議院議員。他在赫特福德郡出生並接受教育。